# شبکه نور
شبکه استانی سیمای مرکز قم با نام شبکه نور در سوم خرداد سال ۱۳۸۲ همزمان با روز فتح خرمشهر و سالروز ورود فاطمه معصومه به شهر قم، با شعار رسالت دینی، فرهنگ بومی، اقتدار ملی، افتتاح شد. پخش برنامه‌های این شبکه با کیفیت HD از طریق گیرنده‌های دیجیتال زمینی از روز پنج‌شنبه ۹ مرداد ۱۴۰۴ آغاز شد.

## سالگرد افتتاح سیمای نور
در دهمین سالگرد افتتاح شبکه استانی سیمای نور، این شبکه استانی ویژه برنامه‌ای برای جشن سالگرد افتتاح در روز تولد محمد باقر برگزار کرد.
در این مراسم، محمدی نیا مدیر کل صدا و سیمای مرکز قم و سید عباس موسوی معاون سیما در خصوص فعالیت‌های این شبکه توضیحاتی دادند. همچنین از عوامل تولید برنامه‌های برگزیده شبکه نور در سال ۱۳۹۰ تقدیر شد. از پایان سال ۹۳ تاکنون مدیریت صدا وسیمای مرکز قم بر عهده حجه السلام محمد لطفی نیاسر که قبلاً مدیر رادیو سراسری معارف بودند، می‌باشد
در دهمین سالگرد افتتاح شبکه استانی سیمای نور، این شبکه استانی ویژه برنامه‌ای برای جشن سالگرد افتتاح در روز تولد محمد باقر برگزار کرد. ↵در این مراسم، محمدی نیا مدیر کل صدا و سیمای مرکز قم و سید عباس موسوی معاون سیما در خصوص فعالیت‌های این شبکه توضیحاتی دادند. همچنین از عوامل تولید برنامه‌های برگزیده شبکه نور در سال ۱۳۹۰ تقدیر شد. از پایان سال ۹۳ تاکنون مدیریت صدا وسیمای مرکز قم بر عهده حجه السلام محمد لطفی نیاسر که قبلاً مدیر رادیو سراسری معارف بودند، می‌باشد هم‌اکنون این شبکه ۲۴ ساعته درحال پخش است ، درحال حاضر مدیر کل صدا و سیمای مرکز قم دکتر پهلوانیان برعهده دارد ، سرانجام شبکه نور در روز پنجشنبه ۹ مردادماه سال ۱۴۰۴ با دو کیفیت SD و HD درحال پخش است .